# I Am The Club Rocker World Tour
I Am the Club Rocker World Tour es la primera gira mundial de Inna. Comenzó el 21 de julio de 2011 en Bucarest, Rumanía. El tour tendrá más de 50 fechas.

## Lista de canciones
1. "Intro (contiene elementos de Alright)"
2. "Sun is Up"
3. "Wow"
4. "Déjà Vu"
5. "Love"
6. "Sun Is Up" (Band)
7. "Un Momento"
8. "10 Minutes"
9. "Wow" (Band)
10. "Put your hand up"
11. "We're Going in the Club"
12. "Caliente" (México)
13. "Complacencia"